# Вассерман, Кевин
Ке́вин «Нудлз» Ва́ссерман (англ. Kevin «Noodles» Wasserman; род. 4 февраля 1963, Лос-Анджелес) — гитарист и бэк-вокалист группы The Offspring.

## Начало карьеры
До того как стать участником The Offspring, Кевин работал уборщиком в школе, где учились Декстер Холланд и другие участники группы The Offspring. По воспоминаниям друзей, в это время он не занимался ничем, кроме игры на гитаре. Вскоре Кевин сам становится участником The Offspring.

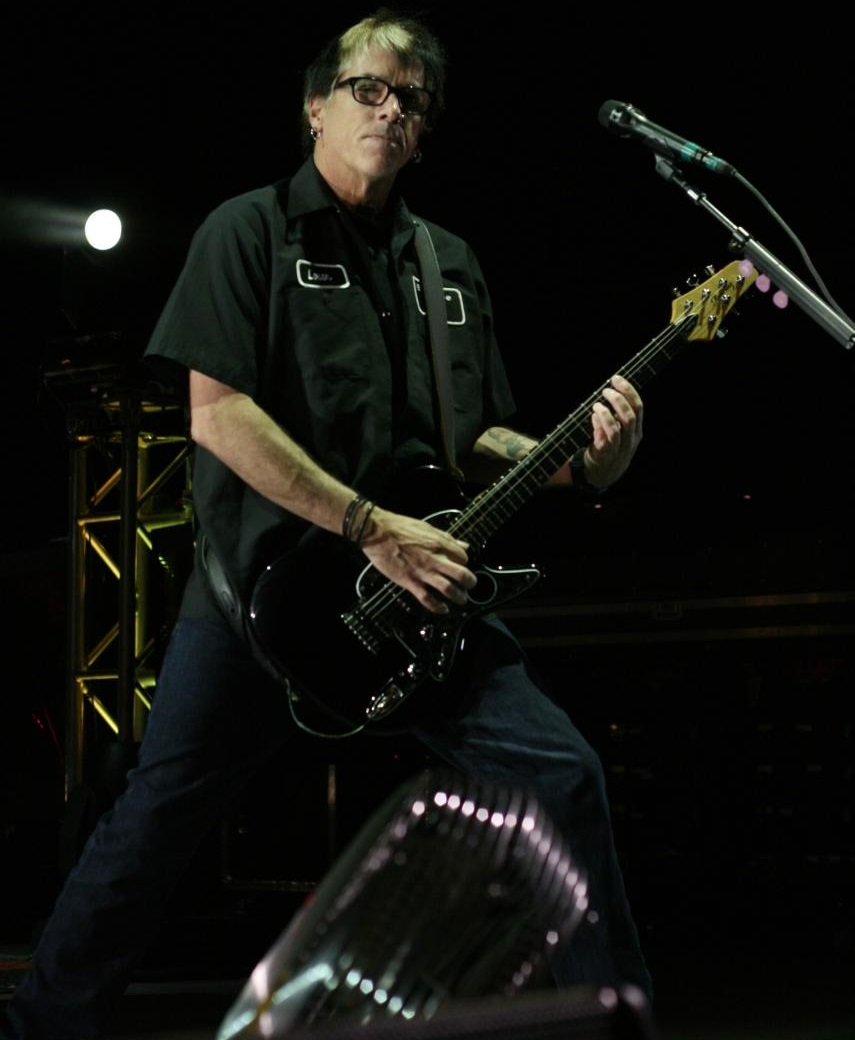
2009 год

## Личная жизнь
Женился на Джеки Патрис 14 февраля 1998 года. 6 декабря 1998 года у них родилась дочь Челси Николь Вассерман.